# Riddarklassen
Riddarklassen var den andra klassen inom det svenska adelsståndets tre klasser som fastställdes i 1626 års riddarhusordning. Riddarklassen räknades till högadeln. Klassindelningen avskaffades 1719 och återinfördes 1778 för att åter slopas 1810. 
Till riddarklassen räknades obetitlade ättlingar till riksråd. Från och med 1778 ingick i denna klass även de 300 äldsta adelsätterna samt kommendörsätterna.
Riddarklassen utgjorde obetitlad högadel till skillnad från grevar och friherrar, betitlad högadel, som utgjorde den första klassen (herreklass). Övriga obetitlade adelsmän tillhörde svenneklassen, den forna tredje klassen.
De olika klasserna saknar sedan 1810 betydelse i och med att det inbördes klassystemet slopades och röstning skulle ske "per capita". Alla ätter fick genom denna ändring en röst utan klassindelning. 

## Ätter i riddarklassen
Dessa ätter var de första att introduceras i riddarklassen vid Riddarhusets grundande 1625. Sedan dess har många ätter tillkommit och flera ätter upphöjts till högre värdighet och uppflyttats till herreklassen. Numreringen har därför korrigerats i flera omgångar. Listan upptar den ursprungliga numreringen.
| Nr | Ätt                           | Introducerad | Utesluten | Anledning                                                      |
| -- | ----------------------------- | ------------ | --------- | -------------------------------------------------------------- |
| 1  | Lilliehöök af Fårdala         | 1625         |           | Fortfarande nummer 1                                           |
| 2  | Cruus af Harfvila             | 1625         | 1652      | Upphöjd till friherrlig ätt Cruus af Gudhem                    |
| 3  | Ryning                        | 1625         | 1652      | Erik Ryning upphöjd till friherrlig ätt                        |
| 4  | Kurck                         | 1625         | 1652      | Upphöjd till friherrlig ätt Kurck                              |
| 5  | Forstenasläkten               | 1625         |           | Återinförd 1992 som nummer 2                                   |
| 6  | Bååt                          | 1625         |           | Ändrad till nummer 3                                           |
| 7  | Flemming                      | 1625         |           | Ändrad till nummer 4                                           |
| 8  | Kyle                          | 1625         |           | Ändrad till nummer 5                                           |
| 9  | Gyllenstierna af Lundholm     | 1625         | 1652      | Eftersom också friherrlig ätt Gyllenstierna af Lundholm        |
| 10 | Lillie af Greger Matssons ätt | 1625         |           | Ändrad till nummer 6                                           |
| 11 | Sparre af Rossvik             | 1625         |           | Ändrad till nummer 7                                           |
| 12 | Bielke af Åkerö               | 1625         | 1638      | Friherrliga grenen slöts, nu nummer 8                          |
| 13 | Ulfsparre                     | 1625         |           | Ulfsparre (112) utdöd 1632, Ulfsparre af Broxvik (9) fortlever |
| 14 | Soop                          | 1625         |           | Ändrad till nummer 10                                          |
| 15 | Bonde                         | 1625         |           | Ändrad till nummer 11                                          |
| 16 | Horn af Kanckas               | 1625         |           | Ändrad till nummer 12                                          |
| 17 | Banér                         | 1625         | 1652      | Upphöjd till friherrlig ätt Banér (22)                         |
| 18 | Natt och Dag                  | 1625         |           | Ändrad till nummer 13                                          |
| 19 | Stiernsköld                   | 1625         | 1652      | Upphöjd till friherrlig ätt Stiernsköld (24)                   |
| 20 | Posse                         | 1625         |           | Ändrad till nummer 14                                          |
| 21 | Ribbing                       | 1625         |           | Ändrad till nummer 15                                          |
| 22 | Tott af Sjundby               | 1625         | 1652      | Upphöjd till grevlig ätt Tott (16), utdöd 1674                 |
| 23 | Leijonhufvud                  | 1625         | 1652      | Upphöjd till friherrlig ätt Leijonhufvud (26)                  |
| 23 | Boije af Gennäs               | 1629         |           | Upphöjd från svenneklassen (77), ändrad till nummer 16         |
| 24 | Wrangel                       | 1634         |           |                                                                |
| 25 | Kagg                          | 1642         |           |                                                                |
| 26 | Adler                         | 1648         |           |                                                                |
| 27 | Bielkenstierna                | 1649         | 1654      | Upphöjd till friherrlig ätt Bielkenstierna (28)                |
| 28 | Rosenhane                     | 1650         | 1654      | Upphöjd till friherrlig ätt Rosenhane (29)                     |
| 29 | Hård af Segerstad             | 1650         |           | Ändrad till nummer 17                                          |